# Jinja (mecanismo de template)
Jinja é um mecanismo de template da web para a linguagem de programação Python. Ele foi criado por Armin Ronacher e está licenciado sob uma Licença BSD. Jinja é semelhante ao mecanismo de modelo do Django (framework web), mas fornece expressões semelhantes a Python, garantindo que os modelos sejam avaliados em uma sandbox. É uma linguagem de modelo baseada em texto e, portanto, pode ser usada para gerar qualquer marcação, bem como código-fonte.
O mecanismo de modelo Jinja permite a personalização de tags, filtros, testes e globais. Além disso, ao contrário do mecanismo de template Django, o Jinja permite que o designer de template chame funções com argumentos em objetos. Jinja é o mecanismo de template padrão do Flask e também é usado pelo Ansible e pelo Trac.